# Pustularia bistrinotata
Pustularia bistrinotata is een slakkensoort uit de familie van de Cypraeidae. De wetenschappelijke naam van de soort is voor het eerst geldig gepubliceerd in 1937 door Schilder & Schilder.